# SF/ボディ・スナッチャー
『SF/ボディ・スナッチャー』（原題: Invasion of the Body Snatchers）は、1978年製作のアメリカ合衆国のSF映画。
ジャック・フィニイのSF小説『盗まれた街』（原題:The Body Snatchers）をドン・シーゲル監督が映画化したSF映画の古典的名作『ボディ・スナッチャー/恐怖の街』（1956年）の最初のリメイク。フィリップ・カウフマン監督は第6回サターン監督賞を受賞した。

## あらすじ
空から泡が降ってきた。それが全ての始まりだった。サンフランシスコの公衆衛生調査官マシューはある日、同僚のエリザベスから奇妙な相談を受けた。彼女の恋人ジェフリーの様子が最近おかしくなり、以前の彼とは別人のようになったというのだ。
その翌日、エリザベスがマシューの家に駆け込んで来た。ジェフリーが見知らぬ人たちと密会しており、しかもジェフリーを含めた彼らは、人間らしい感情というものを持ち合せていないように思われたというのだ。マシューはエリザベスを知り合いの精神科医のキブナー博士のところへ連れて行くが、キブナー博士は、それを単なる幻覚にすぎないと断定した。
数日後、マシューの親友ジャックの家で不思議な物体が発見された。それは異様な繭状の物質の中に胎児のような粘着性をもつ、ジャックの顔をした人形のようなものであった。そしてその物体はエリザベスの家にも現れた。町の人たちは、この正体不明の生命体に肉体を乗っ取られていたのだ。それは宇宙から地球を侵略しに来た未知の生命体であった。
マシューとエリザベス、ジャックに彼の妻ナンシーの4人は町から逃げ出そうとするのだが…。

## キャスト
| 役名                     | 俳優                     | 日本語吹替                                                                            |
| 役名                     | 俳優                     | TBS版                                                                                 |
| ------------------------ | ------------------------ | ------------------------------------------------------------------------------------- |
| マシュー・ベネル         | ドナルド・サザーランド   | 中田浩二                                                                              |
| エリザベス・ドリスコル   | ブルック・アダムス       | 幸田直子                                                                              |
| ジャック・ベリチェック   | ジェフ・ゴールドブラム   | 納谷六朗                                                                              |
| ナンシー・ベリチェック   | ヴェロニカ・カートライト | 滝沢久美子                                                                            |
| デヴィッド・キブナー博士 | レナード・ニモイ         | 阪脩                                                                                  |
| ジェフリー・ハウエル     | アート・ヒンデル         | 鈴置洋孝                                                                              |
| キャサリン・ヘンドリー   | レリア・ゴルドーニ       |                                                                                       |
| 走る男                   | ケヴィン・マッカーシー   |                                                                                       |
| タクシードライバー       | ドン・シーゲル           |                                                                                       |
| ブランコに乗る牧師       | ロバート・デュヴァル     |                                                                                       |
| 不明 その他              |                          | 嶋俊介 伊井篤史 片岡富枝 田口昴 好村俊子 広瀬正志 郷里大輔 羽村京子 木藤聡子 鷹森淑乃 |
|                          |                          |                                                                                       |
| 演出                     | 演出                     | 伊達康将                                                                              |
| 翻訳                     | 翻訳                     | 高橋京子                                                                              |
| 効果                     | 効果                     | 遠藤堯雄 桜井俊哉                                                                     |
| 調整                     | 調整                     | 切金潤                                                                                |
| 制作                     | 制作                     | 東北新社                                                                              |
| 解説                     |                          |                                                                                       |
| 初回放送                 | 初回放送                 | 1986年2月6日 『木曜ロードショー』                                                     |

※日本語吹替はBD収録
※日本語字幕：高瀬鎮夫